# Gschwandtkopf
Der Gschwandtkopf ist ein 1495 m ü. A. hoher Berg im Mieminger Gebirge in Tirol.

## Lage und Umgebung
Der Gschwandtkopf erhebt sich als markante Kuppe am Seefelder Plateau. Im Osten liegt der Seefelder Sattel mit dem Ort Auland und dem Wildsee, im Norden Seefeld und im Nordosten das Tal des Raabachs, das Seefeld und Mösern verbindet. Im Süden geht der Gschwandtkopf in die Hohe Wand über, die rund 500 m steil ins Inntal abfällt. Rund 400 m südwestlich des Gipfels liegt mit dem Brennerköpfl (1490 m ü. A.) ein nur wenig niedrigerer Nebengipfel. Der Berg liegt in den Gemeindegebieten von Reith bei Seefeld und Telfs, an den Südhängen bis zum Brennerköpfl hat auch die Gemeinde Pettnau einen Anteil.

## Flora
Der Gschwandtkopf ist bis zum Gipfel mit Fichten-Tannen-Buchen-Gesellschaften bewaldet. An den Südosthängen erstrecken sich die Gschwandtkopfmahder. Auf diesen Lärchenmahdwiesen, durch Rodung entstandene und beweidete, mit Lärchen bestandene Wiesen, finden sich zahlreiche geschützte Pflanzenarten, darunter verschiedene Enzian- und Liliengewächse.

## Erschließung
Der Gschwandtkopf ist als Schigebiet erschlossen. Von Reith (nicht mehr in Betrieb), Seefeld und Mösern führen Sessel- und Schlepplifte auf den Gipfel. Unter den Pisten befindet sich auch eine FIS-homologierte Rennstrecke für Slalom und Riesentorlauf. Am nördlichen Fuß des Berges liegt die Toni-Seelos-Olympiaschanze.